# Гигантомахия
Гигантома́хия (др.-греч. γιγαντομαχία) — битва олимпийских богов с гигантами, произошедшая на Флегрейских полях. 
Ход битвы подробно описан Аполлодором в его «Peri Theon». К событиям гигантомахии в своих произведениях обращались Гомер («Одиссея»), Гигин («Poetica Astronomica») и Павсаний.

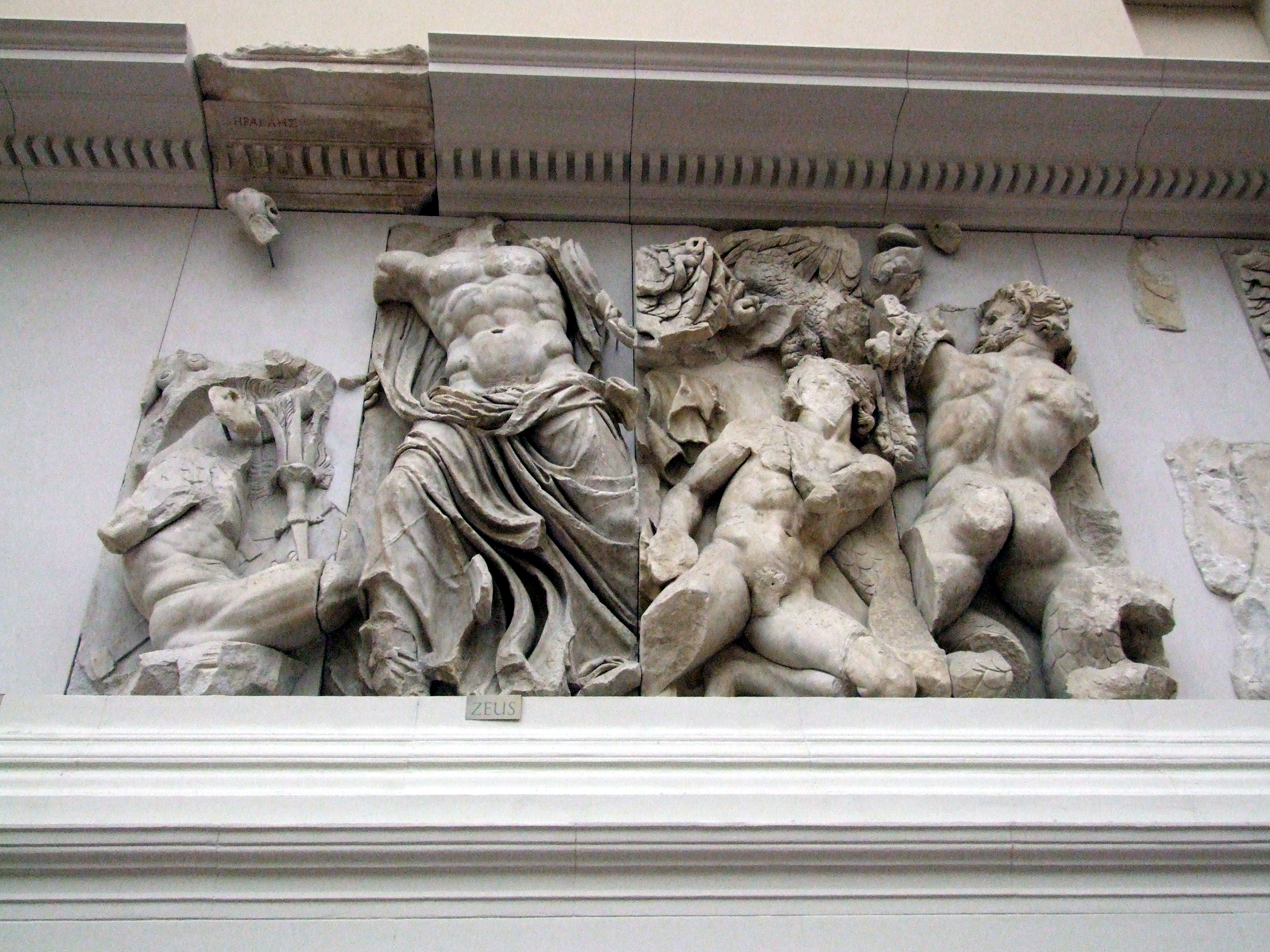
Зевс сражается с Порфирионом
Пергамский алтарь, Пергамский музей, Берлин

Подстрекаемые своей матерью Геей, которая затаила обиду на Зевса за то, что тот заточил её сыновей-титанов в преисподнюю, гиганты — порождения Тартара — под предводительством Эвримедона стали забрасывать небо огромными скалами и горящими дубами с целью уничтожить богов Олимпа и стереть с лица Земли человечество, ненавистное их матери. Боги ответили на этот удар, но их усилия были тщетны: гиганты оставались живы.
Тогда Гера, жена Зевса, и мойры предрекли богам, что они одержат победу только при помощи смертного, потому что гигант не может умереть от руки бога. Поэтому Афина привлекла на сторону богов Геракла.
Гея знала, как можно одолеть её детей, и поэтому пыталась найти волшебное растение, которое бы сделало бы её детей бессмертными и окончательно неуязвимыми. Однако Зевс запретил Эфиру, Эос, Гелиосу и Селене светить, а Геракл сам при призрачном свете звёзд отыскал растение во тьме и благополучно доставил на Олимп. Благодаря этому боги стали намного сильнее гигантов.
Помощь олимпийцам оказали таким образом Дионис и Геракл — сыновья Зевса от смертных матерей. В рядах защитников были и некоторые младшие божества: Морфей, Пан, Геката, Эос, Селена, Гелиос, Немесида, Ника, Протей, Тритон. Геракл убивал гигантов своими стрелами с наконечниками, пропитанными ядовитой кровью убитой им гидры.

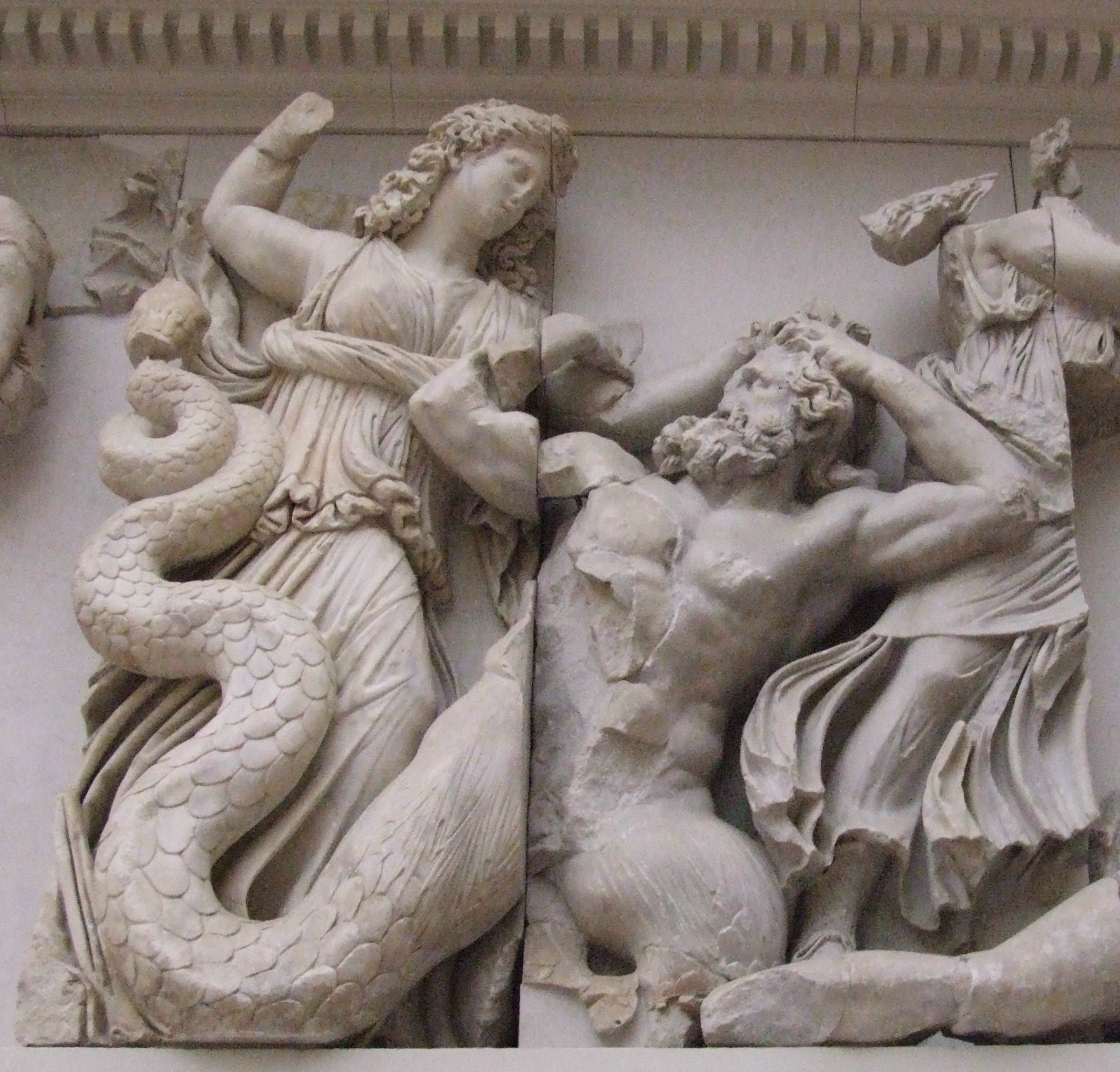
Три мойры своими бронзовыми булавами наносят смертельные удары Агрию и Фоанту
Пергамский алтарь, Пергамский музей, Берлин

Самый сильный из гигантов Алкионей был убит стрелой Геракла в Беотии, после того, как могучий герой обнаружил, что Алкионея нельзя убить на той земле, где он рождён. Другой гигант, ставший третьим вождём войска гигантов, Порфирион — набросился на Геру, воспылав к ней страстью по вине любовной стрелы Эрота, но Зевс настиг его своей молнией, а Геракл убил его стрелой. Дионис своим тирсом убил Эврита, Геката сожгла своими факелами Клития, Гефест убил Миманта раскалённым железом. Энкелад бежал, но Афина сбросила на него Сицилию, а потом сразила крылатого козлоногого гиганта Палланта, а его кожу пустила себе на щит. Стал жертвой Афины и гигант Эхион, пронзенный её стрелами и стрелами Геракла, а также гигант Дамастор. Убила копьем Афина и пятиглавого огнедышащего дракона, заброшенного гигантом Порфирионом на небо в самом начале битвы. Посейдон сбросил на Полибота, своего главного противника и грозу морей, остров Нисирос, входящий в состав архипелага Додеканес, что рядом с островом Кос. Позже он сразил во Фригии своим трезубцем и гиганта Эгеона, который был похоронен под островом Бесбик у мыса Посейдона. Гигант Эфиальт был поражен Аполлоном стрелой в левый глаз, а Гераклом – в правый. Гермес незаметно через шлем Аида убил Ипполита. Артемида сразила Гратиона. Мойры убили Агрия и Фоанта своими бронзовыми булавами. Остальные гиганты были убиты молниями Зевса, стрелами Геракла, а также копьями Ареса и его детей — Энио, Деймоса, Фобоса, и сыновей Посейдона — Протея и Тритона.
Так боги победили гигантов, а впавшая в ярость Гея родила порождающего ужас Тифона — самого главного противника богов и самого ужасного из детей Геи и Тартара.